# Giulio Einaudi (archevêque)
Ne doit pas être confondu avec Giulio Einaudi.
Pour les articles homonymes, voir Einaudi.
Giulio Einaudi (11 février 1928 - 28 décembre 2017) est un prélat italien de l'Église catholique qui a consacré toute sa carrière au service diplomatique du Saint-Siège. Il devient archevêque en 1977 et est nonce apostolique jusqu'à sa mort.

## Biographie
Giulio Einaudi est né le 11 février 1928 à San Damiano Macra, en Italie. Fils d'un agriculteur, il combat dans l'infanterie italienne pendant la Première Guerre mondiale. Il étudie au petit séminaire de Sant'Agostino et au grand séminaire de San Nicola à Saluzzo. Il est ordonné prêtre le 29 juin 1951. Il travaille pendant trois ans comme vicaire adjoint dans la paroisse de la cathédrale de Saluces, puis étudie à Rome à l'Université pontificale grégorienne et à l'Université pontificale du Latran, obtenant des diplômes en théologie en 1956 et en droit canonique en 1960,.
Pour se préparer à une carrière diplomatique, il entre à l'Académie pontificale ecclésiastique en 1958. Il entre au service diplomatique du Saint-Siège le 1er août 1960.
De 1960 à 1965, il est secrétaire de la nonciature en Thaïlande (en), en Malaisie (en) et à Singapour (en), basé à Bangkok. De 1965 à 1971, il est auditeur à la nonciature aux États-Unis et, de 1971 à 1974, conseiller aux nonciatures au Rwanda et au Burundi. De 1974 à 1976, il est conseiller de la nonciature au Portugal (en),.
Le 10 novembre 1976, le pape Paul VI le nomme archevêque titulaire de Villamagna-en-Tripolitaine (de) et pro-nonce apostolique au Pakistan (en). Il reçoit sa consécration épiscopale à Saluces le 2 janvier 1977 du cardinal Agnelo Rossi avec comme co-consécrateurs Domenico Enrici et Antonio Fustella (en).
Le 5 août 1980, le pape Jean-Paul II le nomme pro-nonce apostolique à Cuba (en). Il relance, avec un certain succès, le processus de rapprochement entre l'Église et le gouvernement castriste, qui n'a guère progressé au cours des cinq années précédant sa nomination.
Le 23 septembre 1988, le pape Jean-Paul le nomme nonce apostolique au Chili (en)
Le 29 février 1992, le pape Jean-Paul le nomme nonce apostolique en Croatie (en). Il est le premier nonce dans cette nation nouvellement indépendante, que le Saint-Siège a été le premier pays à reconnaître.
Il se retire lors de la nomination de son successeur, Francisco-Javier Lozano Sebastián, le 4 août 2003.
Il meurt à l'hôpital Santa Croce de Cuneo le 28 décembre 2017 après avoir été pris d'un malaise à son domicile de Busca.